# Benito Juárez, Tlaxcala
Benito Juárez este o localitate din statul Tlaxcala din Mexico.  A devenit sediul municipalității omonime în 1995, când municipalitatea a fost fondată sub numele omonim, Benito Juárez.
Format:Statele Mexicului